# Tank Cottage
Le Tank Cottage est une maison en bois située dans le parc historique d’État Heritage Hill à Green Bay, dans le Wisconsin. Elle est probablement le plus ancien bâtiment construit dans cet État américain encore existant,, et a été ajoutée au Registre national des lieux historiques en 1970. 

## Histoire
Le marchand de fourrures canadien-français Joseph Roi construisit la maison sur la rivière Fox en 1776. Il utilisa pour cela la technique de la pièce-sur-pièce à coulisse, une technique de construction alors courante pour les bâtiments canadiens-français de l'époque. En 1805, Roi vendit le chalet à Jacques Porlier, un allié des Britanniques. Pendant la guerre anglo-américaine de 1812, le bâtiment servit de quartier général local aux Britanniques. Après la guerre, Porlier prêta allégeance aux États-Unis et en 1820 devint juge en chef du tribunal du comté de Brown dans ce qui était alors le  Territoire du Michigan (aujourd'hui le comté qui englobe Green Bay dans le Wisconsin).
En 1850, le missionnaire norvégien morave Nils Otto Tank (en) acheta la maison et une grande étendue de terre le long de la rivière Fox. Son épouse, Caroline van der Meulin, couvrit le travail de pièce-sur-pièce à coulisse avec des clins et vécut dans cette maison jusqu'à sa mort en 1891. En 1908, la maison risquait d'être démolie à mesure que la ville devenait plus industrielle, elle a donc été déplacée de son lieu d'origine sur la 8e rue le long de la rivière jusqu'à Tank Park.
Le bâtiment a été ajouté au Registre national des lieux historiques en 1970 et, en 1976, il fut de nouveau déplacé à son emplacement actuel, dans le parc historique d'État d'Heritage Hill où il est devenu un musée.